# Todd Gurley
Todd Gurley II (* 3. August 1994 in Baltimore, Maryland) ist ein ehemaliger US-amerikanischer American-Football-Spieler auf der Position des Runningbacks. Er spielte von 2015 bis 2019 für die St. Louis/Los Angeles Rams in der National Football League (NFL) und spielte College Football für die University of Georgia. In der Saison 2020 stand Gurley bei den Atlanta Falcons unter Vertrag. Im NFL Draft 2015 wurde Gurley als zehnter Spieler von den St. Louis Rams ausgewählt.

## Frühe Jahre
Gurley war Schüler der Tarboro High School in Tarboro, North Carolina, und übte dort Football, Leichtathletik und Basketball aus. Er spielte in seinem Junior-Jahr als Runningback und Defensive Back und lief für 1.472 Yards und 26 Touchdowns und verbuchte 79 Tackles, eine Interception und erzwang ein Fumble. Als Senior wählte ihn die Associated Press 2011 zum „Player of the Year“, nachdem er 2.600 Yards und 38 Touchdowns erzielt hatte. Er wurde von Rivals.com als Viersternetalent und viertbester Runningback seines Jahrgangs gewählt.
Gurley war außerdem ein herausragender Sprinter und Hürdenläufer und vertrat die USA bei den Leichtathletik-Jugendweltmeisterschaften 2011, wo er im Vorlauf der 110-Meter Hürdendisziplin den dritten Platz erreichte und seine persönliche Bestleistung von 13,66 s aufstellte. Insgesamt beendete er das Turnier auf dem 15. Rang. Seine persönliche Bestleistung im 100-Meter-Sprint betrug 10,7 s.

## College

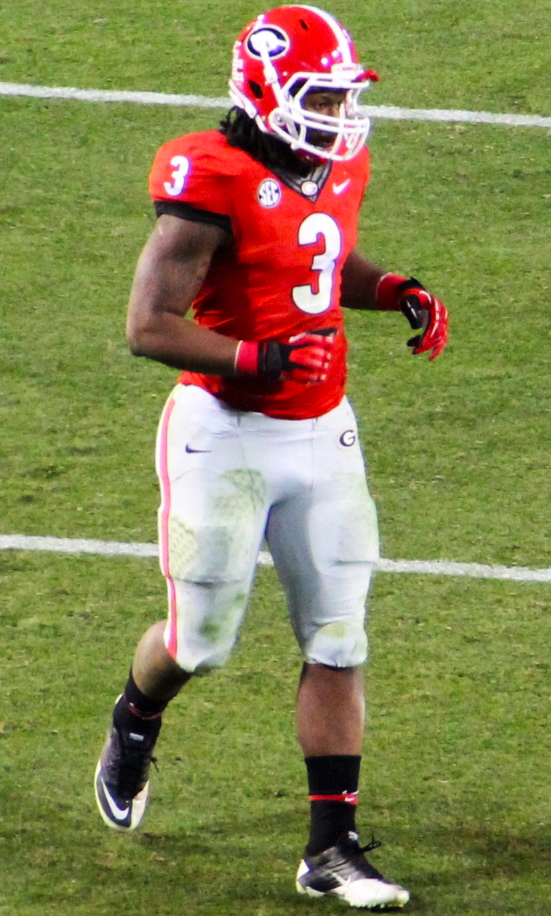
Gurley 2013 bei den Georgia Bulldogs

Von 2012 bis 2014 spielte Gurley College Football an der University of Georgia. In seinem ersten Spiel lief er bei acht Versuchen für 100 Yards und 2 Touchdowns und returnierte einen Kickoff über 100 Yards für einen weiteren Touchdown. Mit dieser Leistung hatte er sich den Stammplatz gesichert und spielte in 12 von 14 Spielen, wobei er 1.385 Yards und 17 Touchdowns erlief. Gemeinsam mit dem heutigen Runningback der Jacksonville Jaguars, T. J. Yeldon, war er der einzige Freshman-Runningback der in das All-SEC First-Team gewählt wurde. 2013 lief er in zehn Spielen für 989 Yards und zehn Touchdowns. Am 9. Oktober 2014 wurde er von der University of Georgia suspendiert, weil er für Autogramme Geld verlangt hatte und so ca. 3000 US-Dollar eingenommen hatte, was gegen die Regeln der NCAA verstieß. Seine zunächst unbefristete Sperre wurde später auf vier Spiele reduziert. Im ersten Spiel nach Ablauf der Sperre riss er sich gegen Auburn das vordere Kreuzband musste seine Junior-Saison somit mit 911 Yards und neun Touchdowns vorzeitig beenden.

## NFL

### St. Louis/Los Angeles Rams

#### 2015
Gurley wurde im NFL Draft 2015 als zehnter Spieler von den St. Louis Rams ausgewählt und unterschrieb einen Vierjahresvertrag über 13,8 Millionen US-Dollar. Aufgrund seiner Kreuzbandverletzung verpasste er einen Großteil der Vorbereitung und hatte seinen ersten Einsatz in der NFL erst am dritten Spieltag gegen die Pittsburgh Steelers. Sein Debüt in der Startaufstellung kam eine Woche später, als er gegen die Arizona Cardinals in 19 Versuchen 146 Yards erlief. Am siebten Spieltag erzielte er gegen die Cleveland Browns seine ersten beiden NFL-Touchdowns. In dieser Saison erlief er insgesamt 1.106 Yards Raumgewinn und erzielte zehn Touchdowns, wofür er in den Pro Bowl gewählt wurde und die Auszeichnung zum NFL Offensive Rookie of the Year erhielt.
Am Ende seiner Rookie-Saison zogen die Rams nach Los Angeles um.

#### 2016
In der Saison 2016 konnte Gurley nicht ganz an seine Leistungen der Rookie-Saison anknüpfen. Er kam auf insgesamt 885 Yards und 6 Touchdowns bei 278 Läufen, obwohl er, im Gegensatz zur Saison 2015, in jedem Spiel der Regular Season Startspieler war.

#### 2017
Gurley konnte 2017 1.304 Yards erlaufen. Er führte damit bis zum vorletzten Spieltag die NFL an. Da er am letzten Spieltag jedoch für die Playoffs geschont wurde, für welche sich die Rams als Divisionsieger qualifizierten, konnte Kareem Hunt von den Kansas City Chiefs an ihm vorbeiziehen, weshalb Gurley nur die zweitmeisten Yards der Liga erlief.
Gurley wurde nach der Saison zum besten Angriffsspieler der Saison gewählt und gewann den NFL Offensive Player of the Year Award.

#### 2018
Am 24. Juli 2018 einigten sich Gurley und die Rams auf eine Verlängerung bzw. Erweiterung des Vertrages um weitere vier Jahre. Dieser Vertrag bringt ihm 60 Mio. US-Dollar bei einer Garantiesumme von 45 Mio. Dollar ein. Das ist die bisher höchste Garantiesumme für einen Runningback in der NFL-Geschichte.
In Woche 6 der Saison 2018 – und später noch einmal in Woche 12 – erhielt er die Auszeichnung zum NFC Offensive Player of the Week. Vorangegangen waren starke 208 Laufyards beim knappen 23:20-Erfolg über die Denver Broncos – Karrierebestwert bis dato. Im Oktober 2018 erlief er 462 Yards, erzielte sieben Touchdowns und weitere 157 Yards Raumgewinn durch insgesamt 16 gefangene Pässe. Der Lohn war die Auszeichnung zum NFC Offensive Player of the Month. Durch seinen 17-Yard-Touchdown-Lauf in Woche 10 gegen die Seattle Seahawks (36:31-Sieg) erreichte er einen neuen Franchise-Rekord; er erzielte in 13 aufeinanderfolgenden Spielen mindestens einen Touchdown. Auch war er der erst vierte Spieler der NFL-Historie, der in jedem der ersten 10 Spiele seines Teams einen Touchdown erzielen konnte.
Wegen einer Knieverletzung wurde er in den letzten beiden Regular-Season-Spielen geschont; dennoch errangen die LA Rams auch ohne ihn souverän den Divisionstitel mit einer Bilanz von 13:3. Die Kniebeschwerden, die später als Arthritis diagnostiziert wurden, bewirkten, dass er in den Playoff-Spielen und insbesondere im mit 3:13 gegen die New England Patriots verlorenen Super Bowl LIII nicht mehr an diese starken Leistungen anknüpfen konnte.
Am Ende der Saison stand die dritte Berufung in den Pro Bowl und die zweite in das First Team All-Pro.

### Atlanta Falcons

#### 2020
Am 19. März 2020 entließen die Rams Gurley. Am Tag darauf einigte er sich auf einen Einjahresvertrag mit den Atlanta Falcons. Wegen der COVID-19-Pandemie konnte Gurley vorerst keinen Medizincheck absolvieren, wodurch die Verpflichtung vorerst nur inoffiziell war. Am 6. April 2020 einigten sich offiziell die Atlanta Falcons mit Gurley. Er ging als Stammspieler in die Saison. Da Gurley nur 3,5 Yards Raumgewinn pro Lauf erzielte, wurde er im Saisonverlauf zunehmend durch Ito Smith abgelöst und beendete die Spielzeit als Backup. Am siebten Spieltag der Saison unterlief Gurley ein kurioser Fehler, als er mit einem versehentlichen Touchdown für die Niederlage seines Teams gegen die Detroit Lions sorgte. Beim Stand von 14:16 kurz vor Ende der Partie wollten die Falcons die Uhr herunterlaufen lassen, um ein Field Goal zu schießen und mit 17:16 zu gewinnen. Gurley schaffte es allerdings bei einem Lauf von der 10-Yard-Linie nicht, rechtzeitig vor der Endzone zu stoppen. Atlanta ging durch den Touchdown von Gurley und eine darauf folgende Two-Point-Conversion mit 22:16 in Führung. Allerdings blieb den Lions dadurch genug Zeit, um selbst noch einen Touchdown zu erzielen und mit 23:22 zu gewinnen.

## NFL-Statistik

### Rushing-Statistik
| Jahr   | Team   | Att   | Yards | Avg | Lng | TD | Fmb | Fmb lst |
| ------ | ------ | ----- | ----- | --- | --- | -- | --- | ------- |
| 2015   | STL    | 229   | 1.106 | 4,8 | 71T | 10 | 3   | 1       |
| 2016   | LAR    | 278   | 885   | 3,2 | 24T | 6  | 2   | 1       |
| 2017   | LAR    | 279   | 1.305 | 4,7 | 57T | 13 | 5   | 2       |
| 2018   | LAR    | 256   | 1.251 | 4,9 | 36  | 17 | 0   | 0       |
| 2019   | LAR    | 223   | 857   | 3,8 | 25  | 12 | 3   | 2       |
| 2020   | ATL    | 195   | 678   | 3,5 | 35  | 9  | 1   | 0       |
| Gesamt | Gesamt | 1.460 | 6.082 | 4,2 | 71  | 67 | 14  | 6       |

### Receiving-Statistik
| Jahr   | Team   | Rec | Yards | Avg  | Lng | TD | Fmb | Fmb lst |
| ------ | ------ | --- | ----- | ---- | --- | -- | --- | ------- |
| 2015   | STL    | 21  | 188   | 9,0  | 31  | 0  | 0   | 0       |
| 2016   | LAR    | 43  | 327   | 7,6  | 33  | 0  | 0   | 0       |
| 2017   | LAR    | 64  | 788   | 12,3 | 80T | 6  | 0   | 0       |
| 2018   | LAR    | 59  | 580   | 10,3 | 56  | 4  | 1   | 1       |
| 2019   | LAR    | 31  | 207   | 6,7  | 23  | 2  | 0   | 0       |
| 2020   | ATL    | 25  | 164   | 6,6  | 26  | 0  | 0   | 0       |
| Gesamt | Gesamt | 243 | 2.254 | 9,3  | 80  | 12 | 1   | 1       |